# Lumbricillus pagenstecheri
Lumbricillus pagenstecheri is een ringworm uit de familie van de Enchytraeidae. De wetenschappelijke naam van de soort is voor het eerst geldig gepubliceerd in 1869 door Ratzel.